# Salinasmonjita
De salinasmonjita (Neoxolmis salinarum synoniem: Xolmis salinarum) is een zangvogel uit de familie Tyrannidae (tirannen).

## Verspreiding en leefgebied
Deze soort is endemisch in Argentinië in het noordwesten van de provincie Córdoba, het uiterste zuiden van Catamarca en in het zuidwesten van Santiago del Estero en het oosten van La Rioja. Het leefgebied bestaat uit open vegetaties van grassoorten op zoute bodems op 100 tot 200 meter boven zeeniveau.

## Status
De grootte van de populatie is niet gekwantificeerd maar de soort wordt omschreven als schaars tot vrij algemeen. Op de Rode lijst van de IUCN heeft deze soort de status niet bedreigd.